# Trois fois sur l'amour
 (juin 2022).
Pour plus de détails, voir Fiche technique et Distribution.
Trois fois sur l'amour (Трижды о любви, Trizhdy o lyubvi) est un film soviétique réalisé par Viktor Tregoubovitch, sorti en 1981,.

## Fiche technique
- Photographie : Nikolaï Pokoptsev
- Musique : Georgi Portnov
- Décors : Gratchia Mekinian
- Montage : Margarita Chadrina

## Distribution
- Sergei Prokhanov (en) : Vasiliy Fedorovich Lobanov
- Marina Tregubovich : Verka
- Marina Levtova : Elena Ivanovna
- Nadezhda Shumilova : Nyurka
- Valentina Kovel : Anna Makarovna Lobanova
- Aleksey Mironov : Fedor Lobanov
- Ivan Agafonov : Anisimych
- Yelena Obleukhova : Tonya
- Aleksey Zharkov : Pashka
- Lyudmila Ksenofontova : baba Klava
- O. Kutsinkova :
- Nikolay Lavrov : Vitaliy Makarovich
- Viktor Proskurin : Sasha
- Grachya Mekinyan : Vadim Grigoryevich
- S. Moyseyenko :
- K. Ostrovskikh :
- V. Shandro :
- Sergey Sidorov :
- Nikolai Sytin : Nikolai Aleksandrovich
- Elena Melnikova : Tanya (non créditée)